# Paradoja de Tullock
La paradoja de Tullock se refiere a la aparente paradoja observada por primera vez por el economista de la elección pública Gordon Tullock sobre los bajos costos en relación con los beneficios de la búsqueda de rentas. La paradoja consiste en que los rentistas pueden generalmente obtener favores políticos por un costo mucho más bajo del valor del favor para el rentista. Por ejemplo, un rentista que espera obtener una ganancia adicional de mil millones de dólares gracias a una determinada política pública puede sobornar políticos por una cifra cercana a los diez millones de dólares, lo cual es aproximadamente un 1% del beneficio del rentista.

## Explicaciones
Se han ofrecido tres explicaciones importantes para la paradoja de Tullock:
1. Los votantes pueden castigar a los políticos que acepten grandes sobornos, o vivan de manera lujosa. Esto hace difícil que los políticos demanden grandes sobornos por parte de los rentistas.
2. La competencia entre diferentes políticos ansiosos de ofrecer favores a los rentistas pueden empujar hacia abajo el coste de la búsqueda de rentas.
3. La falta de confianza entre los buscadores de rentas y los políticos, debido a la naturaleza intrínsecamente deshonesta del trato y la no disponibilidad de instrumentos legales e incentivos reputacionales para garantizar el cumplimiento empuja abajo el precio que los políticos pueden reclamar por los favores.